# Diecezja Mojmonszinho
Diecezja Mojmonszinho (łac. Dioecesis Mymensinghensis, beng. ময়মনসিংহ ধর্মপ্রদেশ) – rzymskokatolicka diecezja ze stolicą w Mojmonszinho w Bangladeszu, wchodząca w skład Metropolii Dhak. Została erygowana przez Jana Pawła II 15 maja 1987. Siedziba biskupa znajduje się w katedrze św. Patryka w Mojmonszinho. 

## Biskupi
- Francis Anthony Gomes (1987–2006)

- Paul Ponen Kubi CSC (od 2006)

## Główne świątynie
- Katedra: katedra św. Patryka w Mojmonszinho